# Западни свет (ТВ серија)
Западни свет (енгл. Westworld) америчка је телевизијска серија кабловске куће Ејч-Би-Оу коју су направили Џонатан Нолан и Лиса Џој. Серија је урађена по истоименом филму из 1973. године. Премијера прве сезоне одржала се 2. октобра 2016. године, а завршила се 3. децембра 2016. и садржи десет епизода.
У новембру, Ејч-Би-Оу је најавио другу сезону која ће такође имати десет епизода, а премијера се планира за 2018.
Радња читаве серије одиграва се у свету названом „Западни свет”, забавном парку направљеном по Дивљем западу, насељен са андроид домаћинима. Западни свет угошћава и људе који су платили огромну суму новца како би били на месту у ком могу да раде шта год они пожелели, без страха да ће их неко од домаћина убити.
Серија је добила највећу гледаност на премијери која се емитовала на Ејч-Би-Оуу још од премијере серије Прави детектив која се емитовала 12. јануара 2014. године. Од 2014. серија се означава као најгледанијом првом сезоном из оригиналне продукције Ејч-Би-Оу канала. Серија је добила позитивне критике од стране критичара, који су похвалили визуелне ефекте, причу и глуму.

## Радња
Радња серије се одвија у будућности, где тематски забавни парк под називом „Западни свет” нуди својим посетиоцима прилику да доживе Дивљи запад. Парк се налази на великој географској површини која укључује и прилазни град Свитвотер. Град и целокупно земљиште су насељени такозваним домаћинима, андроид роботима, који се не могу разликовати од људи, са напредним програмом који прати унапред дефинисан сет понављајућих прича. Домаћини имају способност да одступе од задате приче када посетиоци ступе у интеракцију са њима. Домаћини понављају ове приче изнова сваког дана, њихова памћења претходних дана се бришу, све док нису поново употребљени у некој новој причи или складиштени за каснију употребу. Зарад безбедности посетиоца, домаћини нису у могућности да науде живим бићима, што допушта посетиоцима готово неограничену слободу и могућност да ступе у било какву интеракцију са домаћинима без страха од одмазде, што може укључивати сексуалне односе и симулирана убиства других домаћина. Особље надгледа парк, развија нове приче и врши поправке домаћина уколико је то потребно.
Серија почиње рутинском надоградњом система домаћина, која изазива необичне девијације у њиховом понашању што забрињава особље парка, јер одређени домаћини спознају истину о себи и свету у коме живе.

## Глумачка постава и ликови
- Еван Рејчел Вуд као Долорес Абернати, најстарији домаћин који је и даље у употреби, првобитно преузима улогу ћерке фармера која открива истину да је њен читав живот пажљиво испланирана лаж.[5]
- Тандивеј Њутон као домаћин Мејв Милеј. Она има улогу подводачице жена у Свитвотеру, којој навиру сећања из прошле улоге у парку, што доводи до тога да постане свесна своје реалности.[6]
- Џефри Рајт као Бернард Лоу, шеф одсека за програмирање и програмер софтвера намењеног домаћинима.[7]
- Џејмс Марсден као домаћин Теди Флод, револвераш који се враћа у Свитвотер, тражећи Долорес како би обновио њихову везу.[8][9]
- Ингрид Болс Бердал као домаћин Армистис. Она је сурови и немилосрдни бандит и члан банде Хектора Ескатона.[10]
- Лук Хемсворт као Ешли Стабс, шеф обезбеђења парка Западни Свет, који је задужен да надгледа интеракције између домаћина и људи како би обезбедио сигурност гостију парка.[11]
- Сидс Бебет Кнудсен као Тереза Кален, управља кључним операцијама у парку, одговорна је за одржавање реда и поштовање тока унапред одређеног сценарија.[12]
- Сајмон Квотерман као Ли Сајзмор, креатор прича у парку, чији уметнички темперамент иритира његове колеге.[10]

*Родриго Санторо као Хектор Ескатон, домаћин. Он је тражени лидер банде који је оптужен за пљачку Мерипоза, хотела у Свитвотеру.
- Ајнџела Серафјен као Клементајн Пенифедер, домаћин. Ради за Мејв, као проститутка и једна је од најпопуларнијих атракција у Западном свету. Лили Симонс тумачи још једног домаћина у улози Клементајн пре него што је оригинални домаћин избачен из употребе.[13]
- Шенон Вудвард као Елси Хјуз, звезда у успону програмерског одсека парка чији је задатак да отклони грешке које проузрокују чудно понашање домаћина у парку.[11]
- Ед Харис као човек у црном, дугогодишњи посетилац парка, садиста који жели да открије најдубље тајне Западног света.[14]
- Ентони Хопкинс као Роберт Форд, ко-оснивач и креативни директор Западног света.[5]
- Бен Барнс као Логан, редовни гост који упознаје Вилијама са Западним светом.[15]

*Клифтон Колинс млађи као Лоренс/Ел Лазо. Он је шармантан, али опасан бегунац од закона, са талентом за преговарање и маневрисање у различитим криминалним дешавањима у парку.
* Густав Скарсгард као Карл Странд, канцеларијски човек који се добро сналази на терену (сезона 2).
- Ферс Ферс као Антоан Коста, технички стручњак у другој сезони.[21]

## Израда серије

### Концепција и развој
Компанија Ворнер брос је разматрала идеју о креирању римејка филма Западни свет још од раних деведесетих година. Након одласка извршног директора студија Џесике Гудман, 2011. године, пројекат је поново узет у разматрање. Џери Вајнтрауб се годинама залагао за снимање римејка, али тек након успеха његове серије за Ејч-Би-Оу мрежу Мој живот с Либерачеом, успео је да убеди мрежу да дозволи снимање пилот епизоде. Џонатан Нолан и ко-аутор Лиса Џој су видели потенцијал за још амбициознији пројекат од онога који је у том тренутку био планиран и 31. августа 2013. године је објављено да ће премијум кабловска мрежа Ејч-Би-Оу наручити пилот епизоду за потенцијалну телевизијску верзију оригиналне приче, а у чијем креирању ће учествовати Џонатан Нолан, Џеј-Џеј Ејбрамс; Џери Вајнтрауб и Брајан Бурк као извршни продуценти.
Након тога, Ејч-Би-Оу је најавио њихову одлуку да ће Западни свет бити преточен у серију, чија ће премијера бити 2015. године. У августу 2015. године Ејч-Би-Оу је објавио први тизер трејлер који је открио да ће премијера серије бити 2016. године. Ово је друга серија која је настала на основу оригиналне идеје Мајкл Крајтона, а прва је била С оне стране Западног света из 1980. године, а приказано је само три епизоде пре него што ју је телевизијска мрежа Си-Би-Ес склонила из програмске шеме.

### Буџет и финансије
Првих десет епизода прве сезоне су наводно креиране уз буџет од 100 милиона америчких долара, што износи између 8 и 10 милиона по епизоди, док се за израду пилот епизоде издвојило око 25 милиона долара. Компанија Ворнер брос и телевизијска мрежа Ејч-Би-Оу су поделили трошкове израде серије; како се наводи Ејч-Би-Оу је наводно платио и необјављену накнаду за лиценцу како би откупио права за емитовање од компаније Ворнер брос.

### Избор глумачке поставе
Сер Ентони Хопкинс и Еван Рејчел Вуд су први који су формално најављени у улогама доктора Роберта Форда и Долорес Абернати. Џефри Рајт, Родриго Санторо, Шенон Вудвард, Ингрид Борс Бердал, Ајнџела Серафјен и Сајмон Квотермен су најављени као део глумачке поставе у августу 2014. године. Џејмс Марсден и Еди Рауз су се накнадно прикључили глумачкој постави. Ед Харис је добио улогу главног негативца у серији који се зове Човек у црном.
Након што је емитована последња епизода прве сезоне, Нолан и Џој су открили да већини глумаца нису откривали све информације како би причу одржали свежом за глумце. Пример за то је случај глумице Еван Рејчел Вуд која је добијала чудне инструкције како треба да одглуми одређене сцене без детаљног објашњења. Вуд је тек касније схватила да у ствари глуми пет карактера различитих особа унутра истог домаћина, четири различита модела понашања која има Долорес као и понашање који има лик Вајат. Међутим, Ентони Хопкинс је био унапред упознат са током којим ће се његова улога доктора Форда развијати (од тренутка када му је представљена улога), како би у потпуности могао да пренесе комплексност лика у свом перформансу. Иако је имао предзнање, Хопкинсу је прво предат строго редукован сценарио, тако да је био принуђен да инсистира на пуном приступу оригиналном сценарију.

### Уводна шпица
Уводну шпицу је креирао продукцијски студио Еластик, који је претходно учествовао у креирању уводних шпица Ејч-Би-Оу серија Рим, Игра престола и Карневал. Патрик Клер је креативни директор уводне шпице, за чију концептуализацију је било потребно пет недеља.
Уводна шпица започиње скелетним приказом ребарног дела коња, заједно са приказом индустријских робота док производе пар домаћина. Скелет коња је приказан у полу-галопу. Клер је настојао да прикаже и повеже западњачке пределе и свет роботике. Сматрао је, као паметну идеју, да све треба бити приказано унутар једног ока; кратери и долине се формирају као слика мрежњаче ока.

### Музика
Музику је компоновао Рамин Џавади који је претходно радио са креатором серије на другом пројекту под називом Стална мета. Главна тематска музика спаја звуке баса и арпеђата са мелодијом у жељи да асоцира на забавни парк. Комплетна музика из прве сезоне серије је објављена 6. децембра 2015. године.
Џавади је објаснио употребу модерних песама изјавом: „Серија има анахронистички призвук, то је Вестерн забавни парк који има роботе, зашто да онда не поседује и модерну музику? То је метафора сама по себи, обавијена у тему целокупне серије”, али је ову идеју приписао Нолану.